# Hulda Corona
Hulda Corona est une corona, formation géologique en forme de couronne, située sur la planète Vénus par 12° N et 308,3° E. Elle est localisée dans le quadrangle de Guinevere Planitia. Elle a été nommée en référence à Hulda, déesse germanique d'un fait fructueux et du mariage. 

## Géographie et géologie
Hulda Corona couvre une surface circulaire d'environ 230 km de diamètre. 